# Qastal al-Burj
Qastal al-Burj (tiếng Ả Rập: قسطل البرج qasṭal al-burj) là một ngôi làng Syria nằm ở Al-Ziyarah Nahiyah ở huyện Al-Suqaylabiyah, Hama. Theo Cục Thống kê Trung ương Syria (CBS), ngôi làng có dân số 36 người trong cuộc điều tra dân số năm 2004.